# مرغ باران جنوبگان
مرغ باران جنوبگان (نام علمی: Thalassoica antarctica) نام یک گونه از تیره کبوتردریاییان است.